# Ende

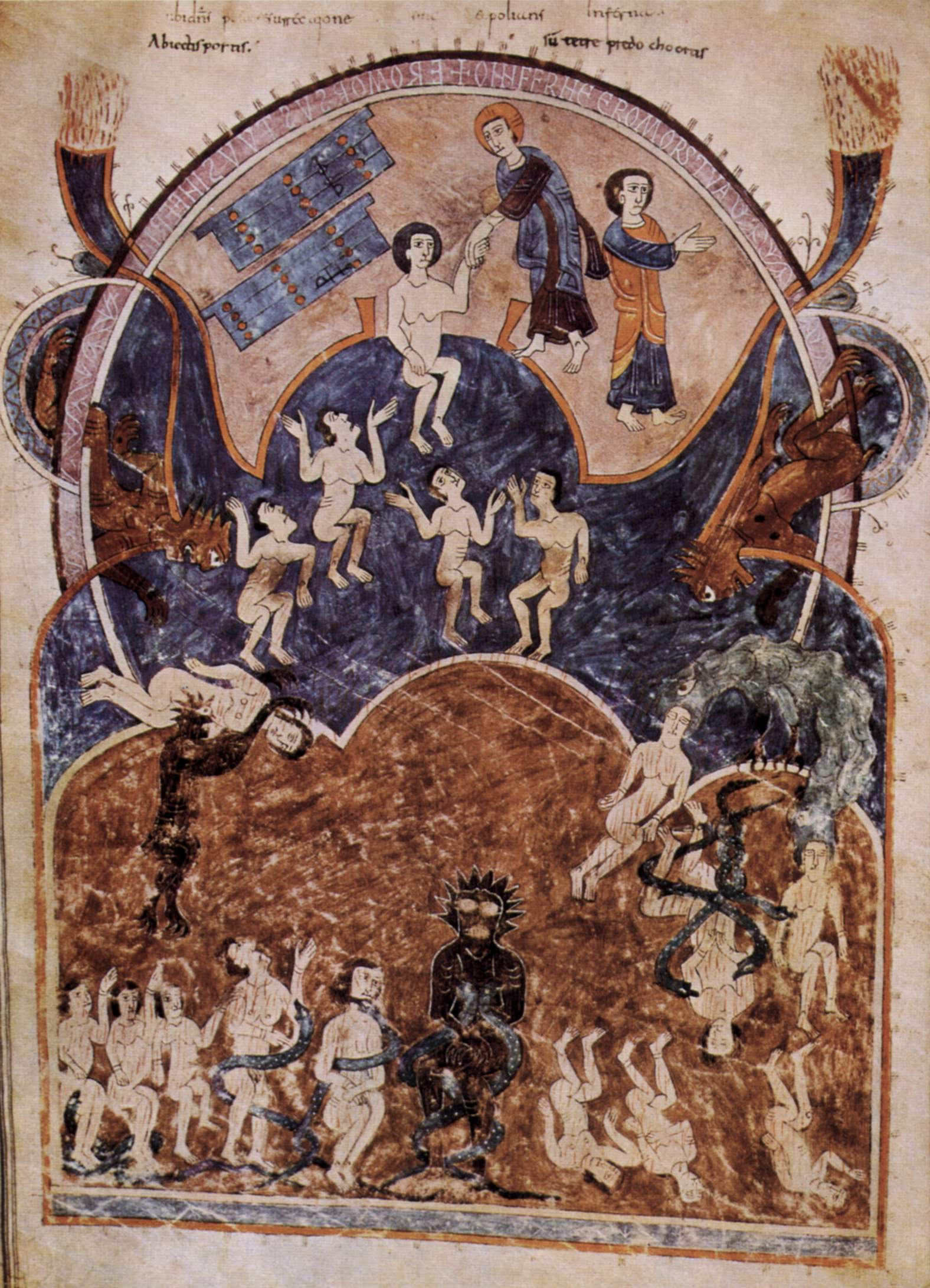
O Julgamento Final pintado por Ende no Beato de Gerona

Ende, ou En, é a primeira iluminadora de manuscritos espanhola a ter seu trabalho documentado por meio da inscrição: ENDE PINTRIX ET D(E)I AIUTRIX no colofão do Beato de Gerona. A maioria das informações sobre ela se resume à inscrição em sua obra de arte, pois não havia nenhum outro registro.
Sua vida não é conhecida, mas pode ser assumida com base na era da inscrição no Beato de Gerona: 975 d.C.. A denominação de “dei aiutrix” alude ao fato de que ela provavelmente era uma freira. Há várias mãos discerníveis nos manuscritos. O escriba-chefe era um padre chamado Senior. Os historiadores também atribuíram elementos dos manuscritos a Emetrius, cujo estilo é atribuível em comparação a uma obra assinada anterior. No entanto, com base nos atributos do estilo de pintura, alguns teóricos concluem que quase todas as ilustrações do manuscrito foram concluídas por Ende.